# WCHL 1922/23
Die Saison 1922/23 war die zweite reguläre Saison der Western Canada Hockey League (WCHL). Meister wurden die Edmonton Eskimos.

## Modus
In der Regulären Saison absolvierten die vier Mannschaften jeweils 30 Spiele. Der Erstplatzierte wurde Meister. Für einen Sieg erhielt jede Mannschaft zwei Punkte, bei einem Unentschieden einen Punkt und bei einer Niederlage null Punkte.

## Saisonverlauf
In der regulären Saison spielte die Liga erstmals in einem gemeinsamen Spielplan mit den Mannschaften der Pacific Coast Hockey Association, die aus diesem Grund ihr Regelwerk in einigen wichtigen Punkten anpassen musste, so z. B. den in der WCHL nicht mehr verwendeten siebten Spieler auf der Position des Rovers abschaffen. Die WCHL-Mannschaften konnten nur neun der 24 Spiele gegen die Mannschaften der PCHA für sich entscheiden. Die Edmonton Eskimos konnten sich schließlich souverän mit 39 Punkten durchsetzen und zogen in die Stanley Cup Challenge ein. Zudem kehrten die Crescents, die die Vorsaison in Moose Jaw beendet hatten, nach Saskatoon zurück.

## Tabelle Reguläre Saison
Abkürzungen: GP = Spiele, W = Siege, L = Niederlagen, T = Unentschieden, GF = Erzielte Tore, GA = Gegentore, Pts = Punkte
|                     | GP | W  | L  | T | GF  | GA  | Pts |
| ------------------- | -- | -- | -- | - | --- | --- | --- |
| Edmonton Eskimos    | 30 | 19 | 10 | 1 | 112 | 90  | 39  |
| Regina Capitals     | 30 | 16 | 14 | 0 | 93  | 97  | 32  |
| Calgary Tigers      | 30 | 12 | 18 | 0 | 91  | 106 | 24  |
| Saskatoon Crescents | 30 | 8  | 20 | 2 | 91  | 125 | 18  |

## Stanley Cup Challenge
Im Halbfinale um den Stanley Cup gewannen die Ottawa Senators aus der National Hockey League gegen die Vancouver Maroons aus der Pacific Coast Hockey Association. Anschließend musste der WCHL-Meister Edmonton Eskimos gegen die Ottawa Senators in der Finalserie antreten, unterlag jedoch mit 0:2 Siegen.